# Drobeta Turnu Severin

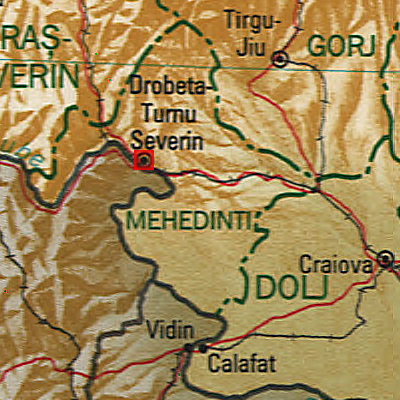
Drobeta-Turnu Severin (rotes Viereck) - Rumänien - Nachbarorte: Târgu Jiu, Craiova, Calafat, Widin (Bulgarien)

Drobeta Turnu Severin (Ausspracheⓘ; kurz Turnu Severin; ungarisch Szörényvár; deutsch Turn-Severin, früher nur Severin) ist eine Stadt in Rumänien und ist die Kreishauptstadt des Kreises Mehedinți. Die Stadt erhielt 1972 den Namenszusatz „Drobeta“, der an die Existenz der römischen Stadt Drobeta an dieser Stelle erinnern soll.

## Geschichte

### Erste römische Gründung von Drobeta
Die Geschichte der Siedlung reicht zurück bis zur römischen Stadt Drobeta. Von dieser erhalten sind Reste der in den Jahren 102–105 erbauten Trajansbrücke, die vom bedeutenden römischen Architekten Apollodor von Damaskus stammt, sowie die Ruinen des dazugehörigen Militärlagers.
Zwischen der Brücke und dem Militärlager entwickelte sich ein Vicus. 123–124 besuchte Kaiser Hadrian den Ort. Bei dieser Gelegenheit wurde Drobeta in den Rang eines Municipiums erhoben. Während der Zeit des Kaisers Septimius Severus erlangte Drobeta den Rang einer Colonia. In der ersten Hälfte des dritten Jahrhunderts erreichte die Kolonie ihre maximale Ausdehnung, jedoch verließen die Römer im Jahr 271 die Provinz Dakien und Drobeta verfiel langsam.
Im Zuge der Völkerwanderungen wurde Drobeta mehrmals zerstört und wiederaufgebaut, bis um das Jahr 600, als der Turm Justinians zerstört wurde.

### Entstehung von Turnu Severin
Turnu Severin entstand unter der Jurisdiktion des ungarischen Erzbistums Kalocsa als mittelalterliche Kolonie. Die Kolonie Turnu stand unter dem Patronat des Heiligen Severin von Noricum. Im Jahr 1246 wurde ein Bischof Gregorius von Severin erwähnt, der als Erster der insgesamt zwölf Bischöfe des mittelalterlichen katholischen Bistums Severin gilt. Der rumänische Historiker Nicolae Iorga hat die Gründung des Bistums Severin auf 1238 datiert. Erhalten sind bis heute die Grundmauern der mittelalterlichen katholischen St. Severin-Kathedrale.
Turnu Severin war im Mittelalter namensgebendes Verwaltungszentrum des ungarischen Banats von Severin (das hauptsächlich die später so genannte „Kleine Walachei“ oder „Oltenien“ umfasste), ehe es um das Jahr 1330 an die Walachei fiel (vgl. Komitat Krassó-Szörény). Zwischenzeitlich von den Osmanen besetzt, war es von 1419 bis 1432 nochmals kurzzeitig ungarisch und von 1718 bis 1739 kurzzeitig österreichisch.

### Stadtgründung
Nach dem Frieden von Adrianopel (1829) erhöhte sich die Bedeutung der Donau als Verkehrsweg und es entstand der Plan Severin als Stadt neu zu gründen. 1833 wurde der Beschluss gefasst und ab 1836 begann der planmäßige Aufbau. 1841 wurde der Kreissitz von Cerneți nach Severin verlegt. Durch diesen planmäßigen Aufbau hat Drobeta Turnu Severin bis heute ein relativ gleichförmiges Straßen-Raster.

### Zweiter Weltkrieg
Im Sommer 1940 fanden im Ort Verhandlungen zwischen Ungarn und Rumänien um die Grenzfrage in Nordsiebenbürgen statt, ihr Scheitern endete im Zweiten Wiener Schiedsspruch.

## Sehenswürdigkeiten
- Trajansbrücke
- Ruinen des römischen Drobeta
- Das Rathaus und ein Theatergebäude, beide aus dem 20. Jahrhundert
- Ein unter Denkmalschutz (EBN 1212160) stehender historischer Wasserturm, der 1910–1913 gebaut wurde. Er ist 27 Meter hoch und wurde im Jahr 2012 renoviert.[10]
- Reste der Kathedrale St. Severin
- Das Regionalmuseum zur Geschichte des Eisernen Tores, hervorgegangen aus dem Geschichtsmuseum der Traian Hochschule (1912),[11]
- Kunstmuseum (Muzeul de Artă Drobeta Turnu Severin), seit 1990 und ein naturwissenschaftliches regionales Museum (Muzeul Regiunii Porților de Fier).
- Der Nachbau eines Brückenbogens im Zentrum eines Kreisverkehrs.

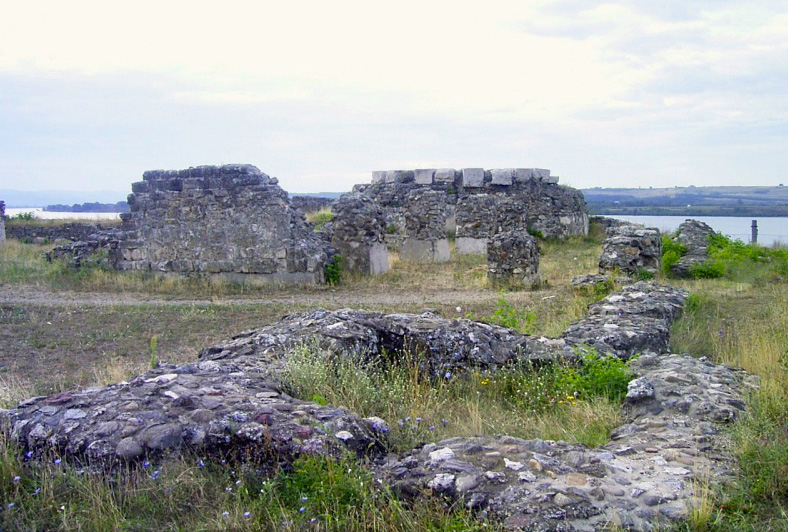
Ruinen des römischen Drobeta
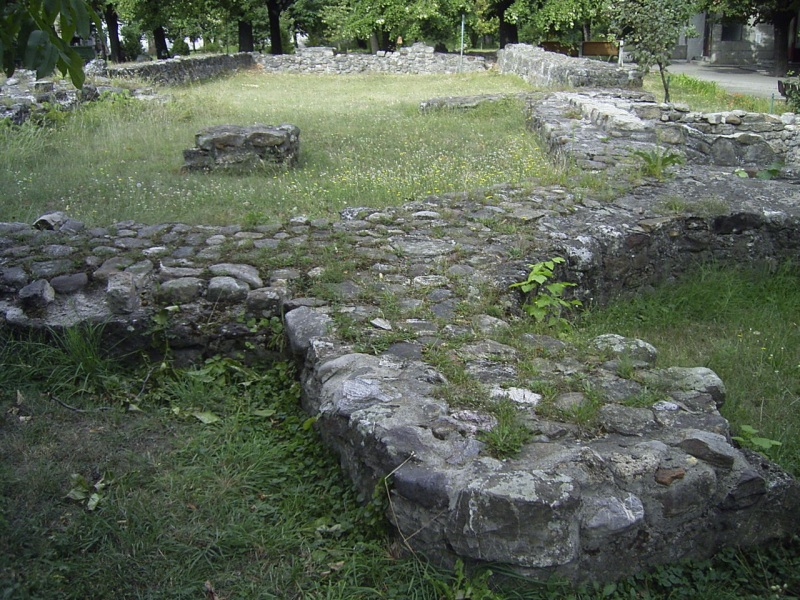
Grundmauern der Kathedrale
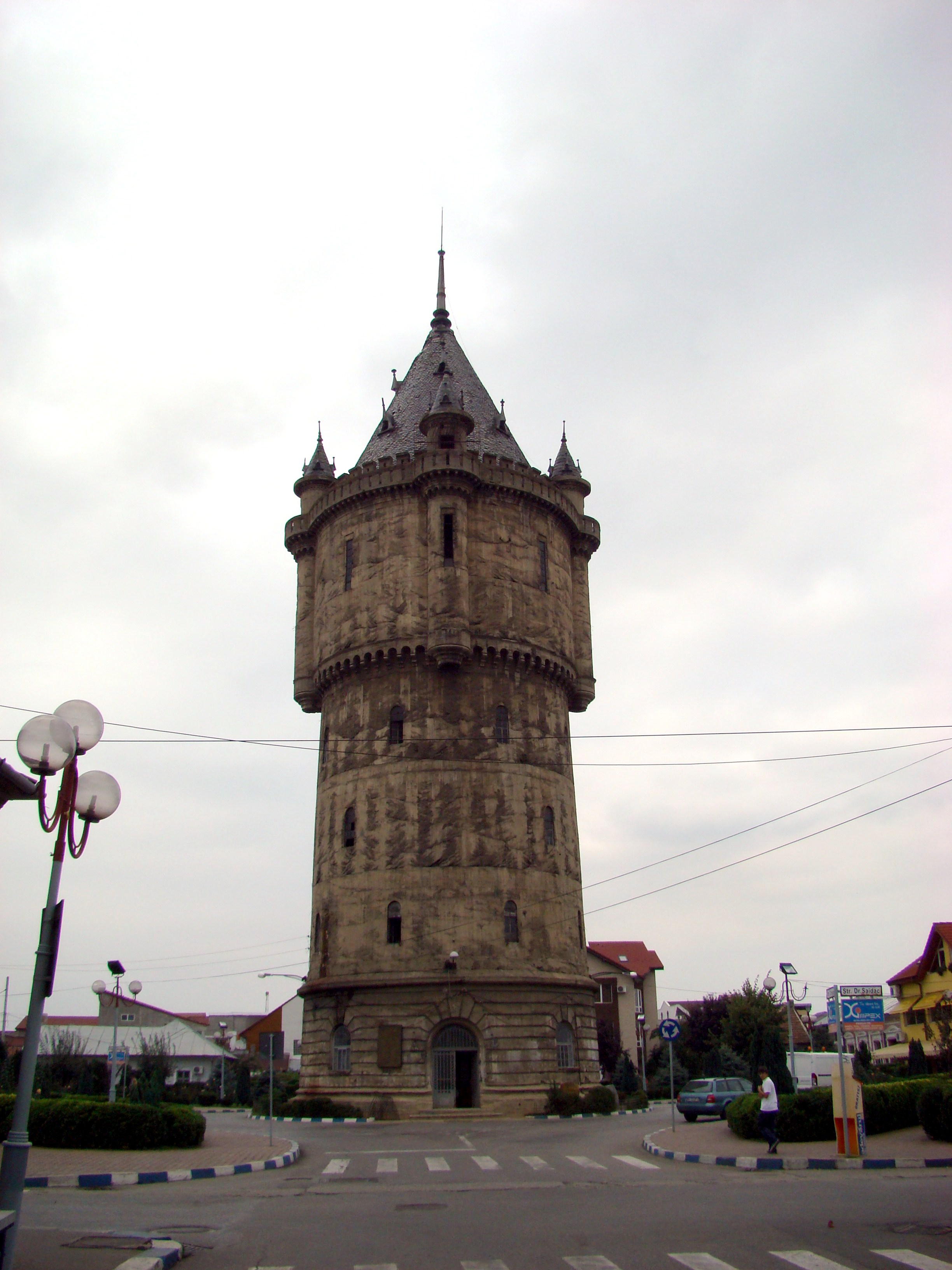
Historischer Wasserturm
Rathaus
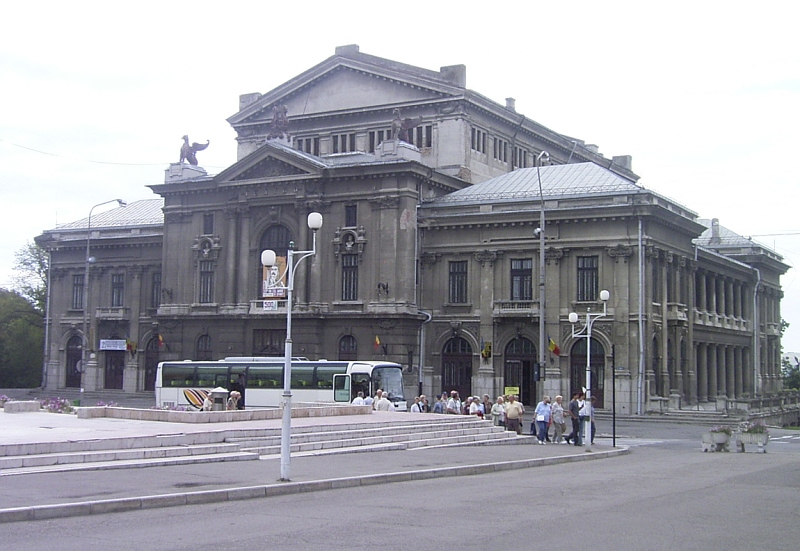
Theater
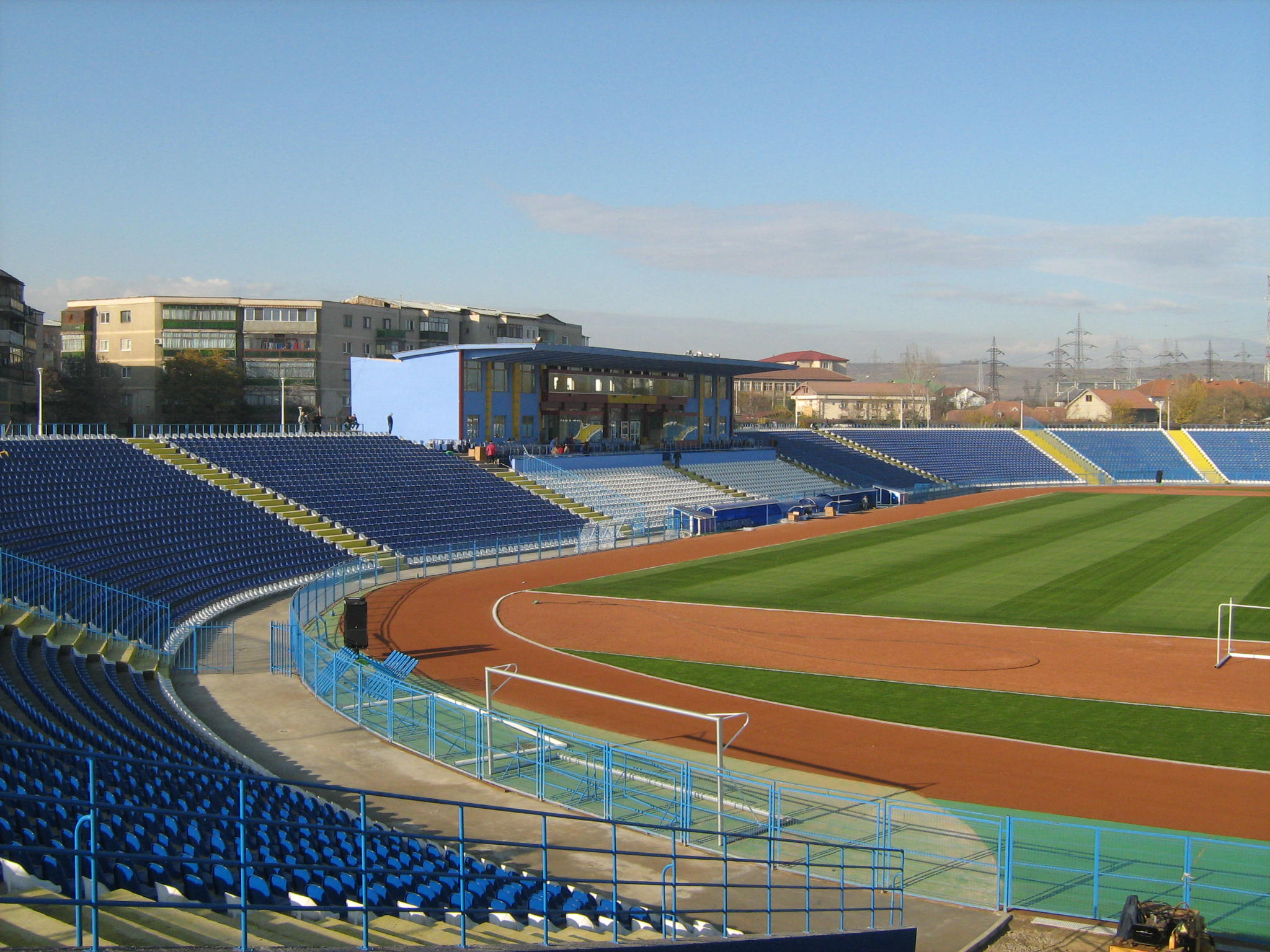
Stadion

## Söhne und Töchter von Drobeta Turnu Severin
- Gheorghe Țițeica (1873–1939), Mathematiker
- Anton Linder (1880–1958), österreichischer sozialdemokratischer Politiker
- Alexander Löhr (1885–1947), österreichischer Generalmajor und Generaloberst der Wehrmacht
- Alice Voinescu (1885–1961), Philosophin, Essayistin, Hochschullehrerin und Übersetzerin
- Petre Sergescu (1893–1954), Mathematiker und Mathematikhistoriker
- Constantin Nistor (1915–1985), Politiker und Diplomat
- Leonard Constantin (* 1934), Politiker
- Alexandru Ioan Morțun (* 1951), Politiker
- Alexandru Buligan (* 1960), Handballspieler und -trainer
- Mihai Fifor (* 1970), Politiker
- Ancuța Bobocel (* 1987), Leichtathletin
- Silvia-Raluca Sgîrcea (* 1989), Schachspielerin

## Weiterführende Literatur
- Aus fünf Jahrzehnten. Geschichte der Deutsch-Evangelischen Gemeinde Turn-Severin 1861–1911. Tip. E.J. Knoll, Turnu-Severin, 1911 in: Evangelisches Zentralarchiv in Berlin (ZA 5091/107), Signatur: EZA Bibl. 81/154 in „Echo der Vortragsreihe“, Nummer 12/2007, Reschitz 2007.
- Julius Hering: Annalen der römisch-katholischen Pfarrei von Turn-Severin. In Echo der Vortragsreihe, Nummer 12/2006, Reschitz 2006.
- Constantin Dănescu: Șantierul Naval din Turnu Severin, Band 1, (1851–1950), Prier-Verlag, Turn-Severin 2004.